# Freddie Spruell
Pour les articles homonymes, voir Spruell.
Freddie Spruell (28 décembre 1893 - 19 juin 1956) est un guitariste et chanteur de Delta blues américain,, parfois présenté comme Papa Freddie ou M. Freddie. Il est généralement considéré comme le premier musicien de blues du Delta à être enregistré (Milk Cow Blues, 1926), tandis que Mamie Smith (1920) ou Blind Lemon Jefferson (1925) l'ont précédé en enregistrant les premiers disques de blues. Les détails de sa vie sont fragmentaires et parfois contradictoires.

## Biographie
Spruell est probablement né à Lake Providence, en Louisiane. Il déménage avec sa famille à Chicago, dans l'Illinois, quand il est jeune. Son dossier de sécurité sociale indique sa date de naissance en décembre 1893. En dépit de sa résidence dans une grande ville, ses enregistrements sont classés comme étant du Delta blues. Le 25 juin 1926, Spruell enregistre Milk Cow Blues à Chicago. Le morceau est publié par Okeh Records, avec Muddy Water Blues, un titre enregistré en novembre de cette année-là ; les deux faces sont créditées à Papa Freddie. Son deuxième single est Way Back Down Home, accompagné du même enregistrement de Muddy Water Blues. Il enregistre deux autres chansons en 1928, dont l'une est Tom Cat Blues, publiée par Paramount et créditée à M. Freddie Spruell. Cinq autres chansons sont enregistrées en avril 1935 et publiées par Bluebird sous le nom de M. Freddie. Dans cette session, il enregistre Let's Go Riding, sa chanson la plus connue. Carl Martin joue la seconde guitare accompagnant Spruell sur ce morceau. Il est possible également que Spruell ait accompagné d'autres musiciens en studio, comme Sugar Cane Johnny ou Washboard Sam.
Sur l'insistance de sa mère, Spruell cesse de jouer de la musique profane au milieu des années 1940. Il devient prédicateur baptiste. Spruell meurt à Chicago en juin 1956, après un long séjour à l'hôpital. Il est âgé de 62 ans. Aucun certificat de décès n'a été retrouvé. L'ensemble de son travail est réuni sur la compilation Mississippi Blues, Vol. 2 (1926–1935), The Complete Recorded Works of Arthur Petties, Freddie Spruell, Willie "Poor Boy" Lofton.

## Le premier disque de Delta Blues
Bien qu'il ne soit pas originaire du Mississippi Delta et qu'il ait vécu à Chicago, le jeu de Freddie Spruell est caractéristique du style Delta blues.
Crazy Blues de Mamie Smith, enregistré à New York en 1920, est considéré comme le premier disque de blues jamais enregistré par une artiste afro-américaine. Son exemple est suivi par beaucoup d'autres, comme Ma Rainey ou Bessie Smith. Avant cela, des airs de blues ont été enregistrés par des orchestres de jazz, surtout des musiciens blancs, comme l'Original Dixieland Jass Band
Guitar Blues et Guitar Rag par Sylvester Weaver en 1923 sont les premiers enregistrements de blues rural, avec un guitare slide. La même année, le pianiste de jazz Jelly Roll Morton enregistre la première version de Muddy Water Blues. Blind Lemon Jefferson, qui effectue ses premiers enregistrements au début 1926, est un représentant du style Texas blues.
Freddie Spruell enregistre donc le premier disque de Delta blues, deux ans avant Tommy Johnson ou Ishman Bracey et trois ans avant Charlie Patton ou Garfield Akers. Mais il préfère une guitare à douze cordes, pas du tout caractéristique d'un bluesman du Delta ni même du Mississippi. « Comparé à Blind Lemon Jefferson, il est un chanteur pesant et un guitariste rythmiquement impassible ». Ses chansons semblent être des compositions originales, ne faisant que peu référence au répertoire habituel du blues du Delta. Bien qu'il semble n'avoir aucune association avec les bluesmen du Mississippi de son époque, son Low-Down Mississippi Bottom Man est, malgré tout, curieusement similaire aux morceaux joués par Kid Bailey et Charley Patton.

## Héritage
Let's Go Riding est utilisée dans la bande originale du film de 2001 Ghost World.

## Discographie
- Mississippi Blues, vol. 2 (1926–1935), The Complete Recorded Works of Arthur Petties, Freddie Spruell, Willie "Poor Boy" Lofton,, Document Records, 1994[5].